# Processo stocastico discreto
Un processo stocastico discreto, detto anche processo stocastico a tempo discreto, è un processo stocastico in cui lo spazio degli stati, chiamato Xn, è un insieme discreto.
Perciò possiamo definire X come: {\displaystyle \{X_{n}|n=1,2,...\}}. Si definisce, infatti, processo stocastico una famiglia di variabili casuali indicizzate da un parametro {\displaystyle t\in T} e lo si denota con {\displaystyle \{x_{t},t\in T\}}. Ogni variabile casuale {\displaystyle x_{t}} assume valori in un insieme {\displaystyle X_{n}} detto spazio degli stati. Un processo è detto discreto (o continuo) a seconda che i valori assunti dalle variabili casuali siano discreti (o continui).